# Захар Беркут (персонаж)
Захар Беркут — літературний герой, центральний персонаж однойменної повісті українського письменника Івана Франка, яка була видана у 1883 році в часописі «Зоря». Тухольський старійшина та знахар.
Персонаж з'являвся у двох кіноекранізаціях твору — у фільмі «Захар Беркут» 1971 року, де роль виконав Василь Ілліч Симчич, та у фільмі «Захар Беркут» 2019 року, де героя зіграв американський актор Роберт Геммонд Патрік-молодший (Михайло Геннадійович Жонін в українському дубляжі).

## Характеристика
Захар Беркут — найстаріший член тухольської громади, їхній 90-річний ватажок, що старанно піклувався про свою громаду:
«... була провідна, золота нитка в життю Захара Беркута. Все, що він робив, що говорив, що думав, те робив, говорив і думав він з поглядом на добро і хосен інших, а поперед усього громади. Громада — то був його світ, то була ціль його життя...»
Чоловік сивий, високий і сильний фізично, є батьком вісьмох синів. Захар Беркут — сильний лідер, волелюбний, працьовитий і розсудливий:
«…Се був сивий, як голуб, звиш 90-літній старець, найстарший віком у цілій тухольській громаді. Батько вісьмох синів, із яких три сиділи вже разом із ним між старцями… Високий ростом, поважний поставою, строгий лицем, багатий досвідом життя й знанням людей та обставин, З. Беркут був правдивим образом тих давніх патріархів, батьків і провідників цілого народу, про яких говорять нам тисячолітні пісні та перекази. Невважаючи на глибоку старість, Захар Беркут був іще сильний і кремезний. …Сад, пасіка й ліки — се була його робота»
Найповніше міцний і принциповий характер персонажа розкривається під час нападу монголів, де він об'єднується з верховинцями та загірянами, щоб відбити навалу ворога і знищити його, поки через нього не постраждали сусідні села. Почуття обов'язку та відповідальності перед народом демонструється тоді, коли його сина, Максима, забрали в полон: Тугар Вовк робить Захарові пропозицію — випустити монгольських воїнів із тухольської долини в обмін на полоненого сина — і Захар, люблячи усім серцем Максима, відмовляється, бо непідготовлені загіряни та верховинці зазнали б великого горя внаслідок цього егоїстичного рішення:
«Не дбайте про мого сина, а рішайте так, якби він був уже в гробі ... Або ми всі погинемо, або ви всі — іншого вибору нема ... Нехай радше гине мій син, ніж задля нього має уйти хоч один ворог нашого краю!»

## Поза літературою
Окрім появи в оригінальній історичній повісті, Захар Беркут з'являвся і в інших творах:
- «Захар Беркут» — радянський художній фільм 1971 року Леоніда Осики, знятий на кіностудії імені Олександра Довженка, з Василем Симчичем у головній ролі[2].
- «Захар Беркут» — український англійськомовний художній фільм 2019 року Ахтема Сеітаблаєва, вироблений кінокомпаніями Kinorob і CinemaDay. Роль Захара Беркута виконав Роберт Патрік, якого дублював Михайло Жонін[3].
- На честь героя був названий електропоїзд ЕПЛ2Т-030 моторвагонного депо РПЧ-1 Львів[4].
- «Золотий обруч» — опера Бориса Лятошинського за мотивами повісті «Захар Беркут»[5].
- «Захар Беркут. Легенда» — одиничний комікс Олександра Корешкова та Євгенія Тончилова, що є своєрідним приквелом до подій повісті[6].